# جاوشير أرمني
جاوشير أرمني (الاسم العلمي:Opopanax armenus) هو نوع غير مؤكد من النباتات يتبع جنس الجاوشير من الفصيلة الخيمية.